# نیک کیمان

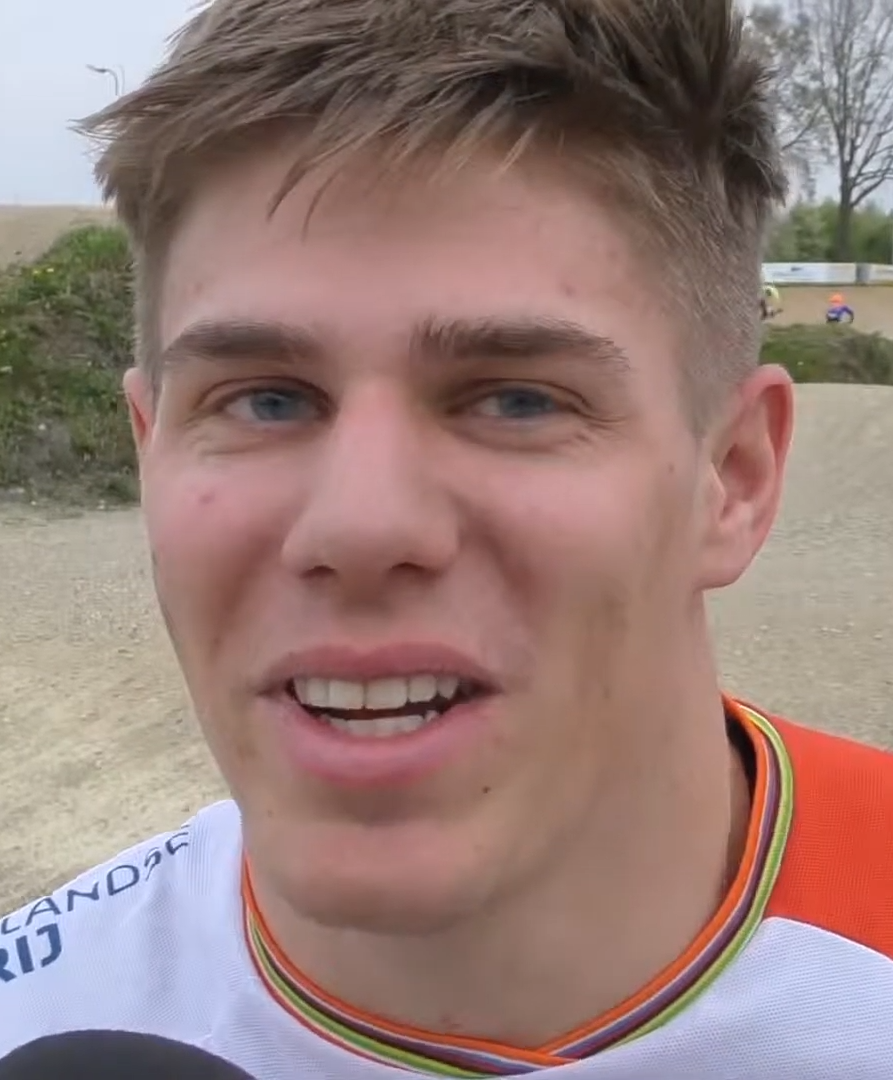
نیک کیمان در سال ۲۰۱۹

نیک کیمان (هلندی: Niek Kimmann؛ زادهٔ ۲۰ مهٔ ۱۹۹۶) دوچرخه‌سوار اهل هلند است.